# Das Beste (Culcha-Candela-Album)
Das Beste ist ein Best-of-Album der Berliner Band Culcha Candela. Es wurde am 17. Oktober 2010 über das Label Universal Music (Urban) veröffentlicht.

## Inhalt
Die für das Album ausgewählten Lieder sind größtenteils zuvor veröffentlichte Singles von den bis zu diesem Zeitpunkt erschienenen vier Studioalben der Gruppe. Mit sechs Songs stammen die meisten aus dem 2009 veröffentlichten Album Schöne neue Welt. Je vier Stücke wurden dem Album Culcha Candela und dem Debütalbum Union Verdadera entnommen, während drei Titel vom Tonträger Next Generation stammen. Des Weiteren sind die drei zuvor unveröffentlichten Tracks Berlin City Girl, Move It und General auf der Kompilation enthalten.
Die Special-Edition beinhaltet zudem einen halbstündigen DJ-Mix sowie das Musikvideo zum Lied Move It.

## Produktion
Die auf dem Album enthaltenen Lieder wurden unter anderem von Culcha Candela selbst und den Beatgees produziert.

## Covergestaltung
Das Albumcover zeigt die sechs Bandmitglieder, die Anzüge tragen. Itchyban sitzt auf einem Sessel und hält ein Buch in der Hand, während die anderen fünf hinter ihm stehen. Rechts im Bild sitzt ein Tiger auf dem Teppich und links hinten an der Wand ist ein Hirschkopf zu sehen. Im Vordergrund befinden sich die weißen Schriftzüge Das Beste sowie Culcha Candela.

## Titelliste
| #  | Titel            | Länge | Album                  |
| -- | ---------------- | ----- | ---------------------- |
| 1  | Monsta           | 3:17  | Schöne neue Welt       |
| 2  | Schöne neue Welt | 3:40  | Schöne neue Welt       |
| 3  | Hamma!           | 3:35  | Culcha Candela         |
| 4  | Berlin City Girl | 3:47  | zuvor unveröffentlicht |
| 5  | Siento           | 3:48  | Schöne neue Welt       |
| 6  | Chica            | 4:22  | Culcha Candela         |
| 7  | Eiskalt          | 3:22  | Schöne neue Welt       |
| 8  | Move It          | 3:11  | zuvor unveröffentlicht |
| 9  | Next Generation  | 4:24  | Next Generation        |
| 10 | Partybus         | 3:39  | Next Generation        |
| 11 | Somma im Kiez    | 3:29  | Schöne neue Welt       |
| 12 | General          | 3:21  | zuvor unveröffentlicht |
| 13 | In da City       | 3:39  | Union Verdadera        |
| 14 | No es igual      | 3:55  | Union Verdadera        |
| 15 | Give Thanks      | 4:09  | Next Generation        |
| 16 | Ey DJ            | 3:36  | Culcha Candela         |
| 17 | Vitamina         | 3:56  | Culcha Candela         |
| 18 | Solarenergie     | 3:13  | Union Verdadera        |
| 19 | Steh auf         | 4:06  | Schöne neue Welt       |
| 20 | Union Verdadera  | 3:57  | Union Verdadera        |

Bonus-CD der Special-Edition:
| # | Titel                | Länge |
| - | -------------------- | ----- |
| 1 | Itchino Sound DJ Mix | 31:17 |
| 2 | Move It (Video)      | 3:14  |

## Chartplatzierungen und Singles
Das Beste stieg am 5. November 2010 auf Platz 18 in die deutschen Albumcharts ein und belegte in den folgenden Wochen die Ränge 29, 30 und 43. Insgesamt hielt sich der Tonträger mit Unterbrechungen 43 Wochen in den Top 100. In Österreich und der Schweiz erreichte das Album Position 20 bzw. 28 und konnte sich fünf bzw. acht Wochen in den Charts halten.
Als Singles wurden die Lieder Move It und Berlin City Girl ausgekoppelt. Letzteres erhielt für über 150.000 Verkäufe in Deutschland eine Goldene Schallplatte.

## Verkaufszahlen und Auszeichnungen
Für mehr als 200.000 verkaufte Exemplare wurde Das Beste im Jahr 2013 in Deutschland mit einer Platin-Schallplatte ausgezeichnet.